# بویز ریپابلیک
بویز ریپابلیک (انگلیسی: Boys Republic; کره‌ای: 소년공화국) گروه پسرانه اهل کره جنوبی است. این گروه متشکل از پنج عضو، وون‌جون، سون‌وو، سونگ‌جون، مین‌سو و سووونگ است. این گروه اولین گروه آیدل کی-پاپ یونیورسال میوزیک است. بویز ریپابلیک در ۵ ژوئن ۲۰۱۳ با تک‌آهنگ «Party Rock» فعالیتش را آغاز کرد. در ۱۲ سپتامبر ۲۰۱۸، گروه اعلام کرد که وارد وقفه نامحدود خواهند شد.

## اعضا
- وون‌جون (원준)
- سون‌وو (선우)
- سونگ‌جون (성준)
- مین‌سو (민수)
- سووونگ (수웅)